# Sascha Bajin
Aleksander „Sascha“ Bajin (* 4. října 1984 Srbsko, Jugoslávie) je německý tenisový trenér srbského původu a bývalý tenisový hráč druhé německé bundesligy.

## Životopis
Bajin pochází ze srbsko-německé rodiny, otec byl Srb a matka Němka. Vyrostl na předměstí Mnichova ve Feldmochingu. Otec byl od dětství jeho trenérem a po jeho tragické smrti v 15 letech ztratil motivaci pro svou další tenisovou kariéru. Hrál ve druhé tenisové bundeslize za Iphitos Mnichov (MTTC Iphitos). Již ve 23 letech se na osm let stal sparingpartnerem Sereny Williamsové, která během spolupráce vyhrála 13 grandslamů. Přestěhoval se za ní na Floridu. V sezóně 2017–2018 pracoval v týmu Karolíny Wozniacké. V polovině roku 2018 začal trénovat Naomi Ósakaovou, která pod jeho vedením vyhrála US Open 2018 a Australian Open 2019. V dubnu 2019 oznámil, že se stal trenérem Kristiny Mladenovićově. Od listopadu 2020 začal koučovat Karolínu Plíškovou.

## Ocenění
V roce 2018 mu Ženská tenisová asociace udělila nově předávanou cenu pro kouče roku.